# Diphyllobothriasis

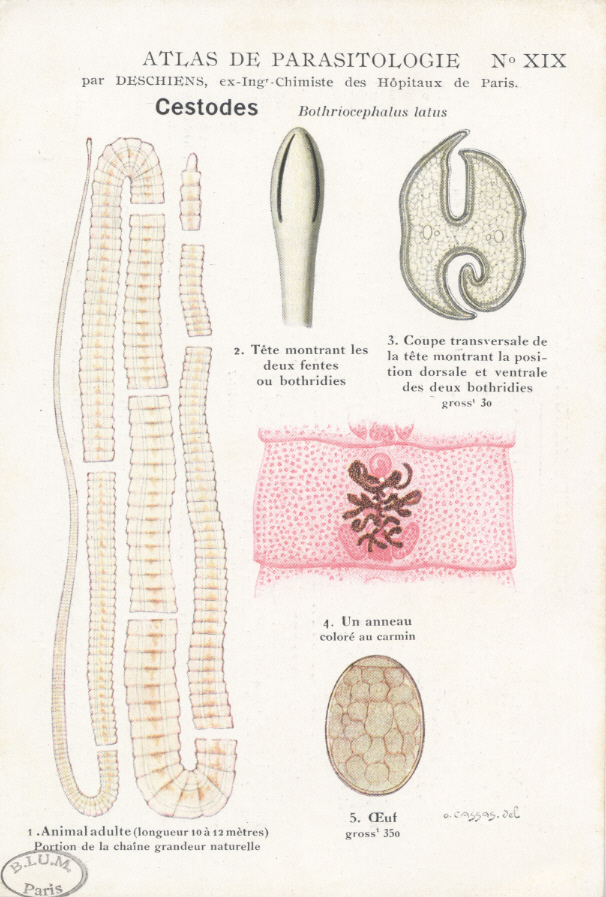
Diphyllobothrium latum in: Deschiens, V.: Atlas de parasitologie. Paris, 1901

Die Diphyllobothriasis ist eine Erkrankung, die durch den Befall des Menschen mit dem Fischbandwurm oder Grubenkopf (Diphyllobothrium latum) oder Diphyllobothrium pacificum hervorgerufen wird. Die Ansteckung erfolgt durch den Verzehr von rohem oder ungenügend erhitztem Fisch. Die Infektion verläuft häufig symptomlos und unbemerkt, kann jedoch zu einem klinischen Erkrankungsbild mit Megaloblastenanämie und neurologischen Erscheinungen führen.

## Ätiologie

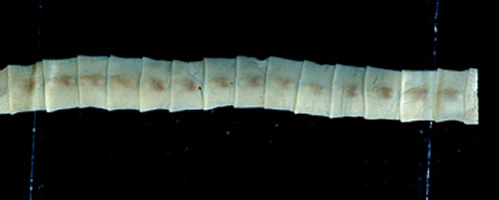
Proglottiden des Diphyllobothrium latum

Der Fischbandwurm lebt als adulter Wurm beim Menschen, Hund, Katze, Bären und anderen fischfressenden Säugetieren. Dieser Fischbandwurm ist der größte Parasit des Menschen und kann eine Länge von bis zu 20 m erreichen. Die Gliederketten weisen eine Breite von 10–25 mm auf. Mit dem Stuhl werden oftmals leere Proglottiden (einzelne Körperabschnitte des Bandwurms) abgegeben, die nicht selten eine Länge von bis zu 1 m aufweisen.
Der zu den Pseudophyllidaea gehörende Parasit besitzt als Befestigungsorgan zwei längliche Sauggruben seitlich am Scolex. Im Gegensatz zu den Cyclophylliden weisen die Pseudophylliden an den Proglottiden einen flächenständigen Genitalporus auf.
Neben der Infektion mit dem Diphyllobothrium latum treten auch seltener Infektionen mit anderen Arten der Gattung Diphyllibotrium auf, so mit dem D. dentriticum an den Küsten Alaskas, Nord- und Südamerikas (Andenregion), dem D. pacificum an der pazifischen Küste Südamerikas und dem D. nihonkaiense in Japan.
Die Diphyllobothriasis als klinische Erkrankung wird jedoch meist durch Diphyllobothrium latum hervorgerufen.

## Vorkommen und Verbreitung
Zu den endemischen Gebieten zählen insbesondere die Ostsee, die Schweiz und Russland. Auch Irland, Italien, Frankreich, das Donaudelta, Nordamerika (Seengebiete), Alaska, verschiedene asiatische Länder, Papua-Neuguinea und Australien gelten als Endemiegebiete. An den Küsten von Peru und Chile ist Diphyllobothrium pacificum beheimatet. In Japan tritt die Infektion sporadisch auf.
Bei den befallenen Fischen kann es sich um zahlreiche Arten von Brack- oder Süßwasserfischen handeln, denn nur diese beiden Gruppen können in ausreichendem Maße in Kontakt mit entsprechenden Kleinkrebsen kommen, die durch bandwurmeihaltige Humanfäzes kontaminiert wurden. Betroffen sind dabei insbesondere Küstenabschnitte, in die Humanfäzes eingeleitet werden.

## Übertragung

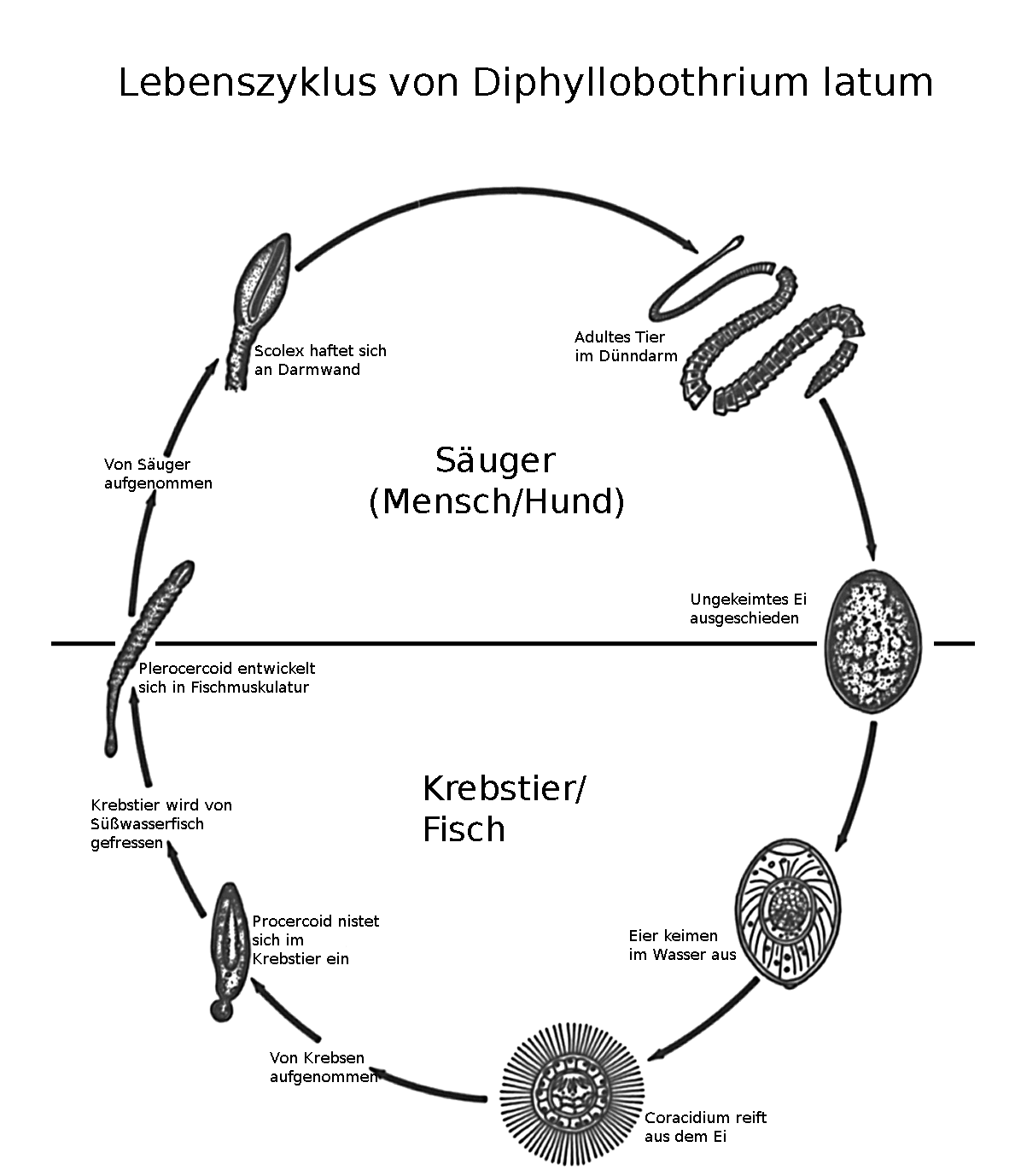

Der Lebenszyklus ist bei allen Diphyllobotrium-Arten ähnlich. Die im Darm befindlichen adulten Würmer scheiden unembryonierte Eier aus, die dann über den Stuhl ausgeschieden werden. Gelangen die Eier in Süß- oder Brackwasser, entwickelt sich in ihnen eine schwimmfähige Hakenlarve. Wird die Hakenlarve von Copepoden (Ruderfußkrebse) aufgenommen, entwickelt sich in ihnen aus der Onkosphäre die Prozerkoid-Larve. Diese Kleinkrebse werden wiederum durch Friedfische gefressen, in deren Muskulatur sich aus dem Prozerkoid das Plerozerkoid entwickelt. Der dann als Sparganum bezeichnete Larventyp häuft sich in Raubfischen an, wenn diese die Friedfische fressen.
Beim Verzehr von rohem Fischfleisch durch den Menschen kommt es dann zur Aufnahme der Plerozerkoiden. In den USA wurde die Diphyllobothriasis auch Jewish or Scandinavian housewife's disease genannt, da es in der traditionellen Küche beider Einwanderungsgruppen Fischzubereitungen aus gewürzter Fischfarce gibt (gefilte Fisch, Fiskeboller), und die Hausfrauen sich beim Kosten der rohen Fischfarce infizierten. Die Plerozerkoiden entwickeln sich im Darm des Menschen zum adulten Wurm. Das tägliche Wachstum des Wurmes im Darm beträgt 9 bis 15 cm. Nach 3 bis 5 Wochen werden die Würmer geschlechtsreif und beginnen mit der Eiproduktion. Der Parasit kann bis zu 25 Jahren im Darm persistieren.

## Klinik
In den meisten Fällen bleibt ein Befall mit Fischbandwurm ohne Symptomatik. Nur bei etwa 2 % der Infizierten entwickelt sich eine makrozytäre Anämie infolge des Entzugs von Vitamin B12. Allgemeinsymptome sind Mattigkeit und Schwindel, Leibschmerzen und Durchfälle. In Einzelfällen können Cholezystitis und Cholangitis auftreten. Bei länger bestehendem unerkanntem Befall können neurologische Beschwerden mit Missempfindungen (Parästhesie), Störungen des Vibrationsempfindens (Pallhypästhesie), motorischen Störungen (Paresen) sowie einer Atrophie des Sehnervs auftreten.

## Diagnostik

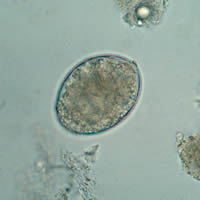
Lichtmikroskopische Abbildung eines Eis von Diphyllobothrium latum

Die Diagnose der Diphyllobothriasis erfolgt durch den Nachweis von Proglottiden im Stuhl, was mit bloßem Auge geschehen kann. Die Fischbandwurmeier finden sich zudem mikroskopisch im Stuhl. Sie sind dickschalig, gedeckelt und messen 45 × 70 µm.

## Therapie
Mittel der Wahl in der Therapie sind Praziquantel (5–10 mg/kg Körpergewicht per os), das einmalig verabreicht wird, oder Niclosamid (1 × 2 g). Auch Mebendazol kann eingesetzt werden. Wichtig ist eine Kontrolluntersuchung des Stuhls nach 6 bis 8 Wochen. Der Vitamin B12-Mangel wird parenteral behandelt.

## Prophylaxe
Als wichtigste Prophylaxemaßnahme gilt die Vermeidung des Verzehrs von rohem oder ungenügend gegartem Fisch. Als potentiell gefährdete Speisen gelten neben rohem oder roh marinierten Fisch auch Sushis sowie Austern. Durch Einfrieren des Fischfleisches z. B. für mindestens 1 Woche bei −18 °C lassen sich die im Fleisch enthaltenen Plerozerkoiden abtöten. Die FDA empfiehlt −35 °C für 15 Stunden oder −20 °C für sieben Tage, das von der EU angewendete HACCP-Konzept empfiehlt −20 °C für 48 Stunden. Deshalb ist der Verzehr von tiefgefrorenem Fisch unbedenklich.

## Meldepflicht
Die Diphyllobothriasis ist nach dem Infektionsschutzgesetz nicht meldepflichtig.